# Canyon Day
Canyon Day – jednostka osadnicza w Stanach Zjednoczonych, w stanie Arizona, w hrabstwie Gila.